# Liste d'élections en 1841
Chronologie des élections
- 1837
- 1838
- 1839
- 1840
- 1841
- 1842
- 1843
- 1844
- 1845

Cet article recense les élections organisées durant l'année 1841.

Dans les années 1830, le Royaume-Uni, les États-Unis, la république du Texas, la France, la Norvège, la Belgique, l'Espagne et le Portugal procédaient à des consultations (contraignantes) nationales régulières, toutes au suffrage censitaire masculin.
Les années 1840 ont vu s'y adjoindre le Liberia (en 1840), la Valachie (1843), la Grèce (1844), la Hongrie (1847) et la Suisse (1848.)
En 1941, la République de Nouvelle-Grenade élit son président au scrutin indirect.

## Élections nationales en 1841
| Date                             | État               | Élection ou référendum                    | Contexte | Résultat |
| -------------------------------- | ------------------ | ----------------------------------------- | --- | --- |
| 6 juillet 1840 - 2 novembre 1841 | États-Unis         | Législatives (chambre (en) et sénat (en)) | | Cette section est vide, insuffisamment détaillée ou incomplète. Votre aide est la bienvenue ! Comment faire ?      |
| 1er février                      | Espagne            | Législatives                              | Élection des Cortès, durant la régence d'Espartero. | Cette section est vide, insuffisamment détaillée ou incomplète. Votre aide est la bienvenue ! Comment faire ?      |
| 1er avril                        | Nouvelle-Grenade   | Présidentielle                            | La Nouvelle-Grenade est en guerre civile. Le président Márquez termine son mandat de manière énergique grâce à cette guerre. Il ne se re-présente pas. | Le général Pedro Alcántara Herrán est élu au 2e tour, avec 51.22% des voix                                         |
| 8 juin                           | Belgique           | Législatives (nl)                         | | Cette section est vide, insuffisamment détaillée ou incomplète. Votre aide est la bienvenue ! Comment faire ?      |
| 29 juin - 22 juillet             | Royaume-Uni        | Générales                                 | Alors que Lord Melbourne, premier ministre, bénéficiait du soutien ferme de la jeune reine Victoria, son gouvernement avait subi de plus en plus de défaites à la Chambre des communes. Melbourne souhaitait démissionner ;son gouvernement a l'a convaincu de demander à la Reine la dissolution de la Chambre. | Alternance. Le parti conservateur contrôle la Chambre des communes à 50.9%.Robert Peel redevient Premier ministre. |
| juin - 12 novembre               | Norvège            | Législatives (en)                         | | Cette section est vide, insuffisamment détaillée ou incomplète. Votre aide est la bienvenue ! Comment faire ?      |
| 25 - 26 juillet                  | Chili              | Présidentielle (en)                       | | Cette section est vide, insuffisamment détaillée ou incomplète. Votre aide est la bienvenue ! Comment faire ?      |
| 6 septembre                      | Texas (république) | Présidentielle (en)                       | | Cette section est vide, insuffisamment détaillée ou incomplète. Votre aide est la bienvenue ! Comment faire ?      |